# Топчиево
Топчиево, още Топчиово, Топсин или Топчилар (на гръцки: Γέφυρα, Гефира, до 1926 година Τοψίν, Топсин), е село в Гърция, дем Илиджиево (Халкидона), област Централна Македония с 3052 жители (2011).

## География
Селото е разположено в Солунското поле на 25 километра северозападно от Солун и на 2 километра западно от Каваклиево (Агиос Атанасиос).

## История

### Античност
Археологическите находки свидетелстват за съществуването на крайморско селище с високо културно ниво и търговски връзки с Южна Гърция и Егейските острови. В селищната могила в югоизточната част на съвременното селище са открити много монети, три важни гробници и 30 гроба, датиращи VI – II век пр. Хр. Според археолозите Михалис Тивериос и Мария Цимбиду-Авлонити  това е мястото на античния град Халастра.

### В Османската империя
Първото споменаване на селото е от XV век под името Топчи Ибрахим – селото е споменато два пъти, което явно говори, че още тогава е имало две махали Горна и Долна. В друг документ от същия период Топчилар е споменато като тимар на солунски бей. През XVII – XVIII век Топчи е чифлик в Солунска кааза и принадлежи към ханекешанските села, тоест тези, които плащат допълнителен данък на домакинство (хане).
Съдейки по името, в селото е имало османски артилерийски лагер, който е пазел моста на Вардар. Неговите жители не оказвали никаква особена услуга на османската държава и селището е било на муката на селата, които плащат извънредни данъци.
В османски данъчни регистри на немюсюлманското население от вилаета Селяник от 1632-1633 година е отбелязано село Топчъ със 7 джизие ханета (домакинства).
Около 1854 година от лерински майстори е построена църквата „Свети Георги“ в Долно Топчиево.
През 1861 година, по думите на англосаксонски пътешественик, работниците, построили главния мост над Вардар, „започнали от двата бряга и работили докъм средата, тогава на мястото, където течението е най-дълбоко, те спрели и прехвърлили на празнината дъски, които можели да махат по желание. Когато се появявал пътник, тези дъски се махали, докато той не платял каквото му поискат работниците“.
От 1871 година в селото има железопътна гара на линията Солун – Скопие.
В „Етнография на вилаетите Адрианопол, Монастир и Салоника“, издадена в Константинопол в 1878 година и отразяваща статистиката на населението от 1873 Попчиево (Poptchievo) е показано като село с 52 домакинства и 256 жители българи. В 1900 година според Васил Кънчов („Македония. Етнография и статистика“) в Топчиево живеят 266 българи християни. През юни 1904 година цялото село с изключение на семейството на патриаршиста Божин минава под върховенството на Българската екзархия. През септември 1904 година трима четници на Апостол Петков раняват Божин при опит да го заведат при войводата и убиват жена му, което води да задържането от турските власти на седем селяни, както и на местния свещеник. По данни на секретаря на Екзархията Димитър Мишев („La Macédoine et sa Population Chrétienne“) в 1905 година в Тончиево (Tontchievo) има 184 българи екзархисти.
В телеграма, изпратена до председателя на Османския парламент по спорните черкви и училища в Македония и Одринско пише:
| „ | От името на 15 български екзархийски семейства молим да ни се отдели припадающата част от селското ни училище и черкуването да става под ред в селската ни черква, която е направена с парите на цялото население и която е предадена от страна на правителството само на 15 патриаршийски семейства. От името на българското население в Топчиево, Костадин Атанасов. | “ |

През 1904 година селото е чифлик на солунския богаташ Жако Модиано.
По време на преброяването от 1905 година Топсин е смесено селище, тоест една част от него е село, а останалата част е еврейски чифлик. В него според гръцки сведения живеят 178 гръкоговорещи християни и 64 цигани мюсюлмани. Собственикът Модиано живее в северната част на селището, в къща, която през 1912 година е използвана като щаб на настъпващата гръцка армия.
Според доклад на Димитриос Сарос от 1906 година Топсин (Τοψἱν) е славяногласно село в Поленинската епископия, собственост на солунския евреин Саул Модиляно, със 178 жители с гръцко съзнание и 64 турски цигани. В селото работи гръцко начално смесено училище с 27 ученици (25 мъже и 2 жени) и 1 учител. Училището на селото е малка килия в притвора на църквата „Свети Георги“.
При избухването на Балканската война в 1912 година един човек от Топчиево е доброволец в Македоно-одринското опълчение.

### В Гърция
През Балканската война в селото влизат гръцки войски, които извършват грабежи и предизвикват заплаха от глад. В Топчиево престолонаследникът Константинос договаря предаването на Солун от османските войски. В сградата днес е разположен Музеят на Балканските войни.
В 1913 година, след Междусъюзническата война Топчиево остава в Гърция. Част от българското му население се изселва и на негово място са настанени гърци бежанци от Чаталджа в Източна Тракия и Созопол, България. В 1926 година селото е прекръстено на Гефира. В 1928 година в селото са настанени власи от Мецово и Сирако. В същата година Топчиево е бежанско село с 468 бежански семейства и 1649 жители бежанци. В 1928 година Топчиево става община, а от 1978 година в селото работи средно училище.
В 2001 година Топчиево има 3258 жители, а в 2011 година – 3052.
Енорийската църква е „Света Богородица Ревматокуста и Апостол Тома“, част от Гумендженската митрополия. В храма се пазят ценната икона на Богородица и дървеният иконостас, който бежанците от Чаталджа донасят със себе си, заедно с цялото църковно оборудване, икони, книги, полилеи и свещници от стария храм. Останалите църква са „Свети Трифон и Свети Зосим“, „Св. св. Константин и Елена“ и параклисите „Свети Фанурий“ и „Свети Георги“.

## Личности
Родени в Топчиево
- Атанас Милошев (Милушев), македоно-одрински опълченец, Трета рота на Трета солунска дружина[20]
- Божин Гърка (Божинос Грекос, Μποζίνος Γραικός), гръцки андартски деец, агент от трети ред, жена му и детото му са убити при атентат срещу него от страна на членове на ВМОРО[21]